# Michel-Augustin de Goyon

Wapenschild van burggraaf de Goyon

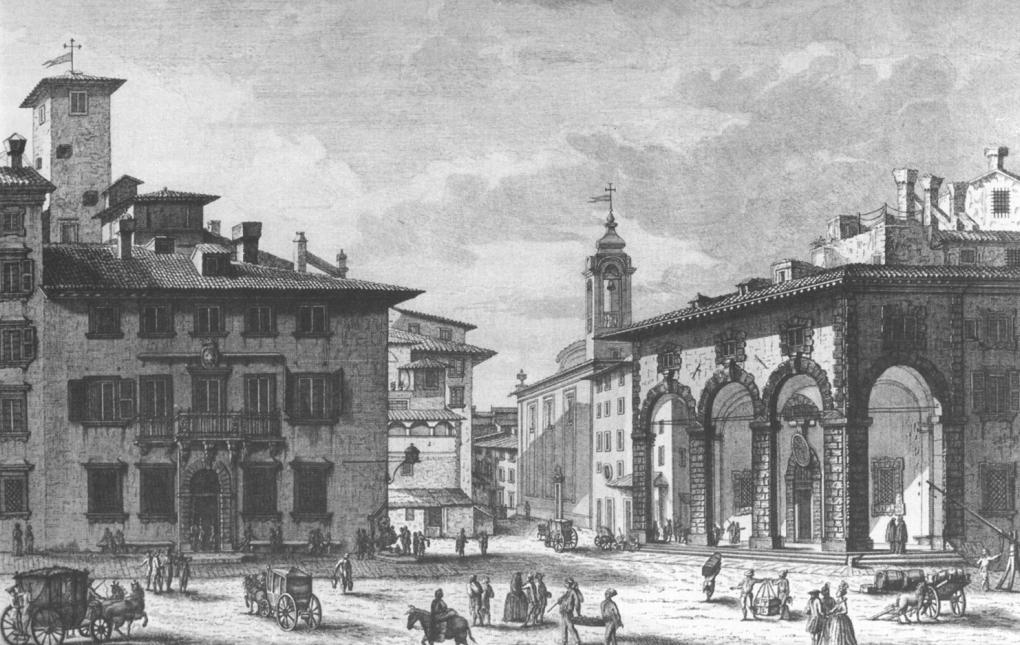
Livorno in de 19e eeuw

Burggraaf Michel-Augustin de Goyon (Nantes, 24 december 1764 – Nantes, 22 november 1854) was een militair voor de Franse Revolutie, en nadien, prefect van zes departementen in het keizerrijk en koninkrijk Frankrijk.

## Levensloop
Goyon stamde af van Bretonse adel, ten tijde van het koninkrijk Frankrijk. Hij werd geboren op het kasteel van l’Abbaye, dat de plaats innam van een benedictijnenabdij in de wijk Chantenay van de stad Nantes. Zijn vader was Augustin Joseph de Goyon de l’Abbaye. Er was geen relatie met de Normandische adel van dezelfde naam, de Goyon de Matignon, die verder doorliep in het prinsenhuis van Monaco, de Grimaldi. Goyon groeide op in het hertogdom Bretagne. Hij maakte carrière in het regiment Gardes-Françaises van het Koninklijk Huis. Na de Franse Revolutie vluchtte hij naar Hamburg.
In 1801 keerde Goyon terug naar Frankrijk. Hij werd benoemd tot auditeur bij het ministerie van Oorlog (1804) en werkte als ambtenaar rechtstreeks bij Napoleon Bonaparte, voor wie hij enkele reizen maakte. De bestuurlijke loopbaan van Goyon doorliep meerdere departementen: onderprefect van Montaigu (1806-1808); prefect van Aveyron (1808-1810) en prefect van Méditerranée (1810-1814). Als prefect van Méditerranée, in Noord-Italië, verbleef Goyon ambtshalve in Livorno. Hij werd vereerd met het Legioen van Eer, alsook met de titel van baron van de Empireadel.
Na de val van Napoleon werkte Goyon onder het regime van de Restauratie van het koningshuis Bourbon. Zo was hij prefect van Côtes-du-Nord (1815-1815); prefect van Yonne (1815-1817); prefect van Eure (1817-1820); prefect van Seine-et-Marne (1820-1830). In de jaren 1820 was hij tevens erekamerheer van koning Lodewijk XVIII; Lodewijk XVIII adelde Goyon tot burggraaf van Goyon (1827).
Goyon kreeg zijn ontslag als prefect na de val van het Bourbonregime door de Julirevolutie van 1830. Hij trok zich terug in zijn geboortedorp Chantenay, toen gelegen naast de stad Nantes, waar hij stierf in 1854.